# Rettungsoper

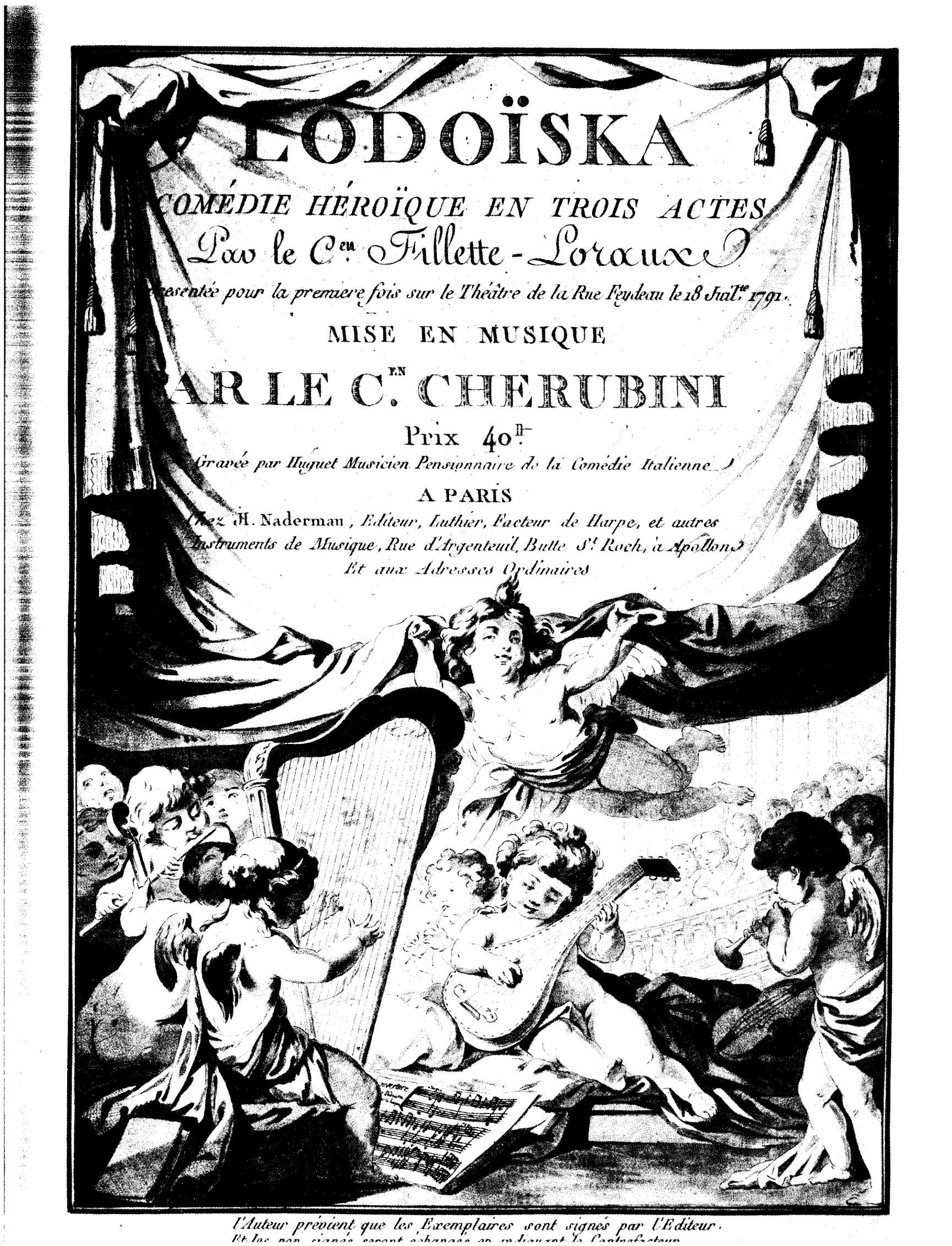
Titelblatt von Cherubinis Lodoïska (1791)

Die Rettungsoper (auch Schreckens- und Befreiungsoper) bezeichnet eine Strömung der Oper vor allem im Jahrzehnt der Französischen Revolution (1789–1799). Die französische Gattungsbezeichnung comédie héroïque („heroische Komödie“) ist im Deutschen weniger üblich. „Rettungsopern“ wurden in Paris außerhalb der etablierten Opernhäuser uraufgeführt, zum Beispiel im Théâtre Feydeau. Weil Paris die „Opernhauptstadt“ war, fanden sie weite Verbreitung. 

## Charakteristik
Die Rettungsoper spiegelt die gesellschaftliche Unsicherheit während der Revolutionswirren im unerfüllten Wunsch nach Freiheit und Gerechtigkeit. „Rettung aus der Bedrängnis“ in Verbindung mit einer Liebesgeschichte ist das Schema ihrer Handlungen, vorwiegend mit historischen oder märchenhaften, seltener mit antiken Stoffen.
Die Rettungsoper steht dem populären Melodram eines Pixérécourt nahe und wurde daher oft negativ bewertet. Sie hatte aber den Ruf des Volkstümlichen. 

## Vorgeschichte
Die Rettungsoper hat sich hauptsächlich aus der Opéra-comique entwickelt, etwa aus den Opern mit Abenteuerstoffen wie Richard Cœur-de-Lion von André-Ernest-Modeste Grétry, 1784. Auch Mozarts Die Entführung aus dem Serail (1782) wird gelegentlich als Vorgänger genannt. 
Die Rettungsoper hat mit den Bemühungen zu tun, nach der Auflösung der aristokratischen Unterscheidung zwischen Tragödie und Komödie („Ständeklausel“) aktuellere Stoffe für die Opernbühne zu gewinnen und ein neues Publikum anzuziehen.

## Beispiele
Typische Rettungsopern sind Henri Montan Bertons Les Rigueurs du Cloître (1790), Luigi Cherubinis Lodoïska (1791) und Les Deux journées (Der Wasserträger) (1800) oder Jean-François Lesueurs La Caverne (1793). Diese Opern wurden ursprünglich nicht von der Pariser Oper oder der Opéra-Comique, sondern von den Pariser Jahrmarktstheatern und Boulevardtheatern aufgeführt.

## Einfluss
Beethoven hat mit seiner Oper Fidelio (1805) versucht, eine Rettungsoper ohne äußerliche Spannung zu verfassen, um den ideellen Gehalt nicht mit Dramatik zu überdecken. Obwohl die Rettungsoper als Genre sehr kurzlebig war, hatte ihre Konzeption bis weit ins 19. Jahrhundert Einfluss, etwa auf Gioachino Rossini (Torvaldo e Dorliska, 1815) und später auch auf Giuseppe Verdi (Nabucco, 1841).